# Dušan Klein
Dušan Klein, rodným jménem Július Klein (27. června 1939 Michalovce – 9. ledna 2022 Praha), byl český režisér a scenárista slovensko-židovského původu.

## Život
Narodil se ve slovenských Michalovcích do židovské rodiny. Díky zaměstnání otce rodina nejprve dostala výjimku z transportů, v roce 1941 však hrozilo, že o výjimku přijdou a začala se skrývat na statku v Nízkých Tatrách. Po půl roce se s bratry začal skrýval v katolickém klášteře pro sirotky v Bratislavě, kde dostal doklady na jména Dušan Ružiak (toto křestní jméno si ponechal nastálo). Nakonec však byli na udání prozrazeni a internování nejprve v koncentračním táboře Sereď, v dubnu 1945 pak byli převezeni do Terezína, kde se mu i s bratry podařilo dožít konce druhé světové války. Otec válku nepřežil, matka ano. Do rodných Michalovců se již rodina nevrátila, žili v Ostravě a Praze.
V roce 1958 byl přijat na Filmovou a televizní fakultu Akademie múzických umění (FAMU) a během studií pracoval jako asistent režie ve FS Barrandov. Jeho spolubydlícím na koleji byl Vladimír Körner. Absolvoval v roce 1963. Od téhož roku do poloviny 70. let byl režisérem ve svobodném povolání a natočil několik televizních filmů.
Počátkem normalizace, kdy na Barrandově došlo k určitým personálním změnám a řada filmových režisérů byla donucena odejít, byl jedním z těch, kteří jejich místa nahradili.[zdroj?] Od roku 1975 do roku 1991 byl režisérem zaměstnaným v barrandovských filmových studiích. V 70. letech jej zaujal žánr kriminálních, špionážních a v menší míře dobrodružných filmů. Práci televizního režiséra zcela neopustil a na začátku 80. let zaexperimentoval s konceptem „interaktivního“ televizního filmu, jehož průběh by měli diváci možnost ovlivnit pomocí telefonního hlasování. V letech 80. v žánrech jeho filmů začaly převládat komedie a též začalo stoupat povědomí o režisérovi samotném. Největší věhlas si získal úspěšnou hexalogií „o básnících“. Po sametové revoluci věnoval část svého času televizním adaptacím literárních děl s několika návraty k detektivnímu žánru. V posledních několika letech svého života projevil zájem hostovat a přednášet na filmových školách a setkávat se s mladými a začínajícími filmaři, zatímco příležitostně točil televizní filmy nebo seriály (Strážce duší, několik epizod seriálu Ulice, …). Pedagogicky působil na FAMU, od 1. listopadu 2002 jako profesor pro obor filmové, televizní a fotografické umění a nová média – režie.
V roce 1989 byl jmenován zasloužilým umělcem. Byl ženatý, s manželkou Silverou měl dva syny.

## Vybraná režijní tvorba

### Film
- 1973 – Zatykač na královnu
- 1974 – Případ mrtvého muže
- 1975 – Město nic neví
- 1977 – Sázka na třináctku (včetně scénáře)
- 1982 – Jak svět přichází o básníky (včetně scénáře)
- 1983 – Radikální řez
- 1984 – Jak básníci přicházejí o iluze (včetně scénáře)
- 1986 – Kdo se bojí, utíká (scénář Dušan Klein a Ladislav Pecháček)
- 1987 – Jak básníkům chutná život (včetně scénáře)
- 1987 – Dobří holubi se vracejí (včetně scénáře)
- 1989 – Vážení přátelé, ano (včetně scénáře)
- 1993 – Konec básníků v Čechách (včetně scénáře)
- 1994 – Andělské oči
- 1996 – Konto separato
- 2004 – Jak básníci neztrácejí naději (včetně scénáře)
- 2008 – Svatba na bitevním poli
- 2010 – Rodinka
- 2016 – Jak básníci čekají na zázrak

### Televize
- 1991 – Bláha a Vrchlická (TV film)
- 1992 – Hříchy pro pátera Knoxe (včetně scénáře, TV seriál)
- 1992 – Dáma ví, kdy přijít (TV film)
- 1992 – Kafka to taky neměl lehký (včetně scénáře, TV film)
- 1994 – Příběh kriminálního rady (TV film)
- 1996 – Hříchy pro diváky detektivek (včetně scénáře, TV seriál)
- 2001 – Ta třetí (TV film)
- 2004 – Strážce duší (TV seriál)
- 2004 – I ve smrti sami (trojdílný TV film)
- 2005 – Žil jsem s cizinkou (včetně scénáře)
- 2005 – Ulice (TV seriál)
- 2010 – Cukrárna (TV seriál)